# 공여사들
공여사들은 2019년 11월 10일에 개설된 유튜브 채널로, 김과장, 오대리, 이대표가 운영하고 있다. 이들은 주로 컴퓨터, 엑셀, 직장생활, 생산성, 부업, 사업 등 직장인들이 관심을 가질 만한 분야를 다루며, 전자공학 전공을 살린 실무 노하우를 공유한다. 2024년 8월 15일 기준으로 약 35.8만 명의 구독자와 19,312,914회의 조회수를 기록하고 있다.

## 개요
- 대기업 10년 차 경력을 가진 운영진이 직접 엑셀, 노션, 생산성 도구 등을 활용하는 방법을 소개한다.
- 채널명에 ‘들’이 붙어 있으나, 실제로는 혼자 출연하는 영상이 많다.
- 2022년에 대기업 L사를 퇴사하고, 유튜브와 사업에 집중하고 있다. 관련 내용은 대기업 10년차에 퇴사를 결심한 이유 영상에서 확인 가능하다.

## 주요 콘텐츠
- 공여사 직팁 : 직장생활 노하우, 폴더/메일 정리법 등 실무 팁
- 직장인 엑셀 필살기 : 단기간에 엑셀 실력을 높이는 실용 강좌
- 엑셀 문제풀이 대행 심의위원회 : 시청자들이 의뢰한 엑셀 문제를 대신 해결
- 엑셀력을 바꾸는 시간 15분 : 짧은 시간 안에 엑셀 역량을 키우는 시리즈
- 노션 활용법 : 대기업 경력자의 노션 사용 팁
- 노션 템플릿 소개 : 일과삶, 헬짱일지 등 직접 제작한 템플릿 활용 가이드
- 김과장의 인생효율 떡상 도구 : 직장인을 위한 생산성 도구 소개
- 오대리의 돈이 벌리는 도구 : 부업을 희망하는 직장인을 위한 노하우
- 이대표의 비즈니스 생존 도구 : 기업용 생산성·협업 도구 소개
- (과거) 공학적 로또 : 엑셀로 로또 분석을 시도했으나 현재는 중단

## 저서
- 《눈치껏 못 배웁니다, 일센스👀》 (예스24: 링크, 교보문고: 링크, 리디: 링크)

## 클래스
- 직장인이 진짜 쓰는 엑셀 엑기스
- 컴맹도 엑셀이 쉬워지는 인생엑셀 왕기초반
- 공여사와 무작정 풀어보는 엑셀실무
- 챗GPT와 무작정 풀어보는 엑셀실무 (패스트캠퍼스)

## 인기 영상
- 직장인 엑셀, 수식 3개랑 이 기능 하나면 웬만한 건 다 됨 (진짜로;;)
- 스몰토크 잘하는 법
- 직장인 문서관리 끝판왕 (폴더/파일 분류 및 버전관리)
- 안쓰고 못배기는 일잘러의 노션활용법

## 인기 상품
- 노션 템플릿 "일과삶"
- 운동일지 템플릿 "헬짱일지"
- 트레이너용 템플릿 "트쌤일지"
- 노션 가계부 "돈플래너"